# Matsudaira Tadamasa
Matsudaira Tadamasa est un nom japonais traditionnel ; le nom de famille (ou le nom d'école), Matsudaira, précède donc le prénom (ou le nom d'artiste).
Matsudaira Tadamasa (松平 忠昌, 21 janvier 1598-20 septembre 1645) est un daimyo du début de l'époque d'Edo. Deuxième fils de Yūki Hideyasu, il lui succède à la tête de la famille à la suite du retrait forcé de son frère Tadanao.
Il possède une résidence (kamiyashiki) construite à l'extérieur du château d'Edo.